# Inga coragypsea
Inga coragypsea là một loài rau đậu thuộc họ Fabaceae. Loài này chỉ có ở Colombia.